# Ljuša, Kuršumlija
Ljuša (izvirno srbsko Љуша) je naselje v Srbiji, ki upravno spada pod Občino Kuršumlija; slednja pa je del Topliškega upravnega okraja.

## Demografija
V naselju, katerega izvirno (srbsko-cirilično) ime je Љуша, živi 106 polnoletnih prebivalcev, pri čemer je njihova povprečna starost 59,0 let (56,0 pri moških in 61,8 pri ženskah). Naselje ima 59 gospodinjstev, pri čemer je povprečno število članov na gospodinjstvo 1,85.
To naselje je, glede na rezultate popisa iz leta 2002, večinoma srbsko, a v času zadnjih treh popisov je opazno zmanjšanje števila prebivalcev.
|  |

| Demografija | Demografija     | Demografija     |
| Leto        | Št. prebivalcev | Št. prebivalcev |
| ----------- | --------------- | --------------- |
|             |                 |                 |
|             |                 |                 |
|             |                 |                 |
|             |                 |                 |
| 1948        | 724             |                 |
| 1953        | 768             |                 |
| 1961        | 740             |                 |
| 1971        | 471             |                 |
| 1981        | 345             |                 |
| 1991        | 158             | 158             |
| 2002        | 109             | 109             |
|             |                 |                 |

| Etnična sestava po popisu iz leta 2002 | Etnična sestava po popisu iz leta 2002 | Etnična sestava po popisu iz leta 2002 | Etnična sestava po popisu iz leta 2002 | Etnična sestava po popisu iz leta 2002 |
| -------------------------------------- | -------------------------------------- | -------------------------------------- | -------------------------------------- | -------------------------------------- |
| Srbi                                   | Srbi                                   |                                        | 95                                     | 87,15%                                 |
| Romi                                   | Romi                                   |                                        | 8                                      | 7,33%                                  |
| Neznano                                | Neznano                                |                                        | 6                                      | 5,50%                                  |